# Schaeberle (Mondkrater)
Schaeberle ist ein Einschlagkrater auf der südlichen Hemisphäre der Mondrückseite und wurde nach dem amerikanischen Astronomen John Martin Schaeberle (1853–1924) benannt. Er befindet sich nordöstlich vom deutlich größeren Einschlagkrater Milne. Nördlich von Schaeberle befindet sich der verhältnismäßig junge Krater Izsak und ostnordöstlich liegt Zhiritskiy.
Der Kraterrand ist erodiert. Ein kleiner Krater befindet sich direkt am Kraterrand im Nordwesten und in seinem südlichen Abschnitt ist der Krater unregelmäßig. Der Boden ist etwas ungewöhnlich für einen Krater der Mondrückseite. Er hat eine eher niedrige Albedo, was typisch für eine Erneuerung der Oberfläche durch Lavaströme ist. Die Oberfläche ist jedoch nicht so dunkel wie die des Kraters Tsiolkovskiy.
| Buchstabe | Position            | Durchmesser | Link |
| --------- | ------------------- | ----------- | ---- |
| S         | 26,59° S, 114,75° O | 13 km       |      |
| U         | 25,86° S, 113,11° O | 24 km       |      |